# 雷锋体育场
雷锋体育场，座落于辽宁省抚顺市顺城区新城路。体育场建成于1996年，曾在1997年至2006年间多次作为辽宁足球俱乐部的主场。由于辽足频繁迁移主场，辽足与体育场之间常有摩擦  。2007年辽足将主场迁离抚顺市后，雷锋体育场五年内没有足球赛事，直至2011年抚顺新野足球俱乐部参加中国足球乙级联赛 。